# Église Saint-Jean-XXIII de Fontenay-sous-Bois
L'église Saint-Jean-XXIII est une église catholique située à Fontenay-sous-Bois, en France. Elle dépend du diocèse de Créteil.

## Localisation
L'église et l'ensemble paroissial sont situés dans le département français du Val-de-Marne et la commune de Fontenay-sous-Bois, 19 rue Édouard Vaillant. 

## Historique et architecture
L'ensemble comporte un lieu de culte catholique et un centre paroissial, édifiés fin 70-début 80. Il comporte un clocher-mur contemporain formé d'une structure métallique verticale portant trois cloches, surmontées d'une croix.